# 兰他县
兰他县，是泰国南部甲米府的一个县。总面积320.7平方公里，总人口20069人，人口密度62.6人/平方公里（2005年）。

## 行政区划
兰他县辖有4个区，27个村。